# Diatraea silvicola
Diatraea silvicola là một loài bướm đêm trong họ Crambidae.